# John Casablancas
John Casablancas (New York, 12 dicembre 1942 – Rio de Janeiro, 20 luglio 2013) è stato un imprenditore e dirigente d'azienda statunitense, fondatore dell'agenzia Elite Model Management (1972), e della scuola per modelli John Casablancas Modeling and Career Centers (1979).

## Biografia
Nato a Manhattan da genitori spagnoli (Ferran e Antonia Casablancas, un mercante tessile e un'ex modella), John Casablancas è cresciuto fra gli Stati Uniti, il Messico, e l'Europa. Educato principalmente in Svizzera, Casablancas studia all'Institut Le Rosey e lavora in numerosi impieghi (fra cui la gestione della divisione marketing della Coca Cola in Brasile), prima di aprire nel 1972 l'agenzia di moda Elite Model Management a Parigi, che diverrà una delle più prestigiose del settore.
Nel 1979 fonda anche la John Casablancas modeling and career centers, scuola di moda e recitazione, con filiali in Colombia, Bolivia, Perù, Repubblica Dominicana, Italia ed Indonesia, oltre che in Canada e negli Stati Uniti (Florida, New York, Georgia, Nuovo Messico, Washington, Pennsylvania, Ohio, California, Maryland, Massachusetts, Tennessee, Carolina del Nord, Arizona ed Illinois).
John Casablancas ha cinque figli: Cecile Casablancas, disegnatrice di gioielleria (avuta dalla prima moglie, la francese Marie-Christine), Julian Casablancas, cantante del gruppo The Strokes e The Voidz (avuto dalla seconda moglie, l'attrice Jeanette Christensen da cui ha divorziato nel 1993), John Casablancas Jr, Fernando & Nina Casablancas (avuti dalla terza moglie, Aline Wermelinger).
Da tempo malato di tumore, è scomparso nel 2013 all'età di 70 anni.